# 比爾茲敦 (伊利諾伊州)
比爾茲敦（英語：Beardstown）是一個位於美國伊利諾伊州卡斯縣的城市。

## 地理
比爾茲敦的座標為40°00′44″N 90°25′43″W / 40.01222°N 90.42861°W，而該地的平均海拔高度為135米（即443英尺）。

## 人口
根據2010年美國人口普查的數據，比爾茲敦的面積為9.41平方千米，當中陸地面積為9.26平方千米，而水域面積為0.15平方千米。當地共有人口6123人，而人口密度為每平方千米650.69人。